# Baix Camp
Le Baix Camp est une comarque espagnole de la province de Tarragone (Catalogne).

## Géographie
Elle fait partie de Camp de Tarragona et est limité par le Tarragonès au nord-est et le Baix Ebre au sud.

## Carte
| Anoia Bages Segarra Solsonès Conca de · Barberà Moianès Osona Berguedà Basse · Cerdagne Alt · Urgell Pallars · Sobirà Val d'Aran Alta · Ribagorça Pallars · Jussà Noguera Urgell Pla · d'Urgell Segrià Garrigues Alt · Penedès Baix · Llobregat Barcelonès Vallès · Occidental Maresme Vallès · Oriental Ripollès Garrotxa Alt Empordà Pla de · l'Estany Gironès Selva Baix · Empordà Garraf Baix · Penedès Tarragonès Alt · Camp Baix · Camp Priorat Ribera · d'Ebre Terra · Alta Baix Ebre MontsiàFrance Pyrénées-Orientales Ariège Haute · Garonne Andorre Aragon Communauté valencienneMer Méditerranée |

## Les communes
l'Albiol, l'Aleixar, Alforja, Almoster, Arbolí, l'Argentera, les Borges del Camp, Botarell, Cambrils, Capafonts, Castellvell del Camp, Colldejou, Duesaigües, la Febró, Maspujols, Montbrió del Camp, Mont-roig del Camp, Prades, Pratdip, Reus, Riudecanyes, Riudecols, Riudoms, la Selva del Camp, Vandellòs i l'Hospitalet de l'Infant, Vilanova d'Escornalbou, Vilaplana, Vinyols i els Arcs